# Ateuchus simplex
Ateuchus simplex là một loài bọ cánh cứng trong họ Bọ hung (Scarabaeidae).